# Golem100
Golem100 este un roman științifico-fantastic al scriitorului american Alfred Bester. A apărut în 1980 la editura Simon & Schuster. Este bazat pe povestirea lui  Bester intitulată "The Four-Hour Fugue" (Fuga de patru ore).

## Prezentare
Într-un oraș al viitorului, un grup de femei bogate plictisite încep să se ocupe de ritualuri satanice vechi, fără să știe că ritualurile lor funcționează cu adevărat. Fiu al Răului pur, Golem100 apare de fiecare dată când grupul își practică ritualul satanic și provoacă  violențe, torturi și crime. Demonul este urmărit prin lumile fizice și spirituale de către Gretchen Nunn, un maestru al psihodinamicii; de Blaise Shima, un chimist strălucit și faimos și de un ofițer de poliție local, inteligent, Subadar Ind'dni.